# Institut pour l'égalité des femmes et des hommes
L'Institut pour l'égalité des femmes et des hommes (IEFH) - en flamand : Instituut voor de Gelijkheid van Vrouwen en Mannen (IGVM) - est une institution fédérale du royaume de Belgique, dont le but est de promouvoir et de veiller au respect de l'égalité entre les femmes et les hommes dans la société belge. L'Institut a aussi pour mission de lutter contre toute forme de discrimination selon le critère du sexe. L'objectif est d'ancrer cette égalité dans les pratiques et les mentalités.

## Historique
Il est créé par la loi du 16 décembre 2002 qui le place auprès du ou de la ministre chargé(e) de la politique d'égalité des femmes et des hommes, et dans la catégorie B des organismes régis par la loi du 16 mars 1954.

## Champ d'action
Cette section ne s'appuie pas, ou pas assez, sur des sources secondaires ou tertiaires indépendantes du sujet. Le texte peut contenir des analyses inexactes ou inédites de sources primaires.
Pour l'améliorer, ajoutez-en, ou placez des modèles {{Source secondaire souhaitée}} ou {{Source secondaire nécessaire}} sur les passages mal sourcés. (août 2023)
L'Institut pour l'égalité des femmes et des hommes comprend une cellule juridique, chargée de traiter les plaintes des personnes victimes de discrimination basée sur le sexe. Cette cellule organise également des actions d'informations et de sensibilisation. À côté de cela, l'Institut est actif dans divers domaines :
- l'emploi : en Belgique. L'Institut développe des études et instruments pratiques, en poursuivant un objectif : une plus grande égalité sur le marché de l'emploi.
- la recherche : l'Institut pour l'égalité des femmes et des hommes entreprend différentes recherches, sur le genre, l'égalité etc. Les résultats sont toujours diffusés lors de colloques, séminaires, rapports, journées d'études ou encore au moyen de publications et de banques de données.
- le gender mainstreaming : l'objectif vise à élaborer des politiques égalitaires entre les femmes et les hommes, en aidant les autorités publiques fédérales et leurs administrations à prendre cet aspect en compte au moment de la rédaction de leur politique et ce, jusqu'à leur mise en œuvre.
- la lutte contre la violence conjugale : l'Institut est responsable de la coordination du Plan d'Action National Violence entre Partenaires. En collaboration avec les services judiciaires, de police et de santé ainsi que les secteurs de l'aide aux victimes et aux auteurs, il élabore des mesures et détermine les moyens adéquats pour mieux lutter contre la violence entre partenaires.
- la prise de décision : depuis les années 1990, la Belgique lutte, au niveau législatif et constitutionnel, contre la sous-représentation des femmes dans la vie politique. l'Institut pour l'égalité des femmes et des hommes s'intègre dans ce combat et propose des actions visant la promotion d'une plus grande égalité dans la prise de décision politique.
- les relations internationales : l'Institut est également chargé de la préparation et de la mise en œuvre des décisions gouvernementales et du suivi des politiques européennes et internationales.
- l'attribution de subsides : l'Institut soutient et collabore avec la société civile et consacre chaque année une partie de son budget à la subvention d’organisations et de projets qui contribuent à l'égalité de genre.

## Missions
Cette section ne s'appuie pas, ou pas assez, sur des sources secondaires ou tertiaires indépendantes du sujet. Le texte peut contenir des analyses inexactes ou inédites de sources primaires.
Pour l'améliorer, ajoutez-en, ou placez des modèles {{Source secondaire souhaitée}} ou {{Source secondaire nécessaire}} sur les passages mal sourcés. (août 2023)
En tant qu'institution publique fédérale, l'Institut pour l'égalité des femmes et des hommes répond à plusieurs missions :
- Mener des études et recherches sur les genres et l'égalité des femmes et des hommes puis analyser les résultats ;
- Adresser des recommandations aux pouvoirs publics, aux personnes et aux institutions privés ;
- Soutenir des associations ;
- Informer sur les droits et devoirs en matière d'égalité femmes-hommes ;
- Agir en justice ;
- Fournir et produire des informations sur son objet ;
- S'inscrire dans une démarche d'évaluation des lois et réglementations ;
- Identifier les traitements discriminatoires et y remédier ;
- S'inscrire dans un réseau avec les différents acteurs dans le domaine de l'égalité des femmes et des hommes.

## Commissaires
En mai 2021, Ihsane Haouach est nommée commissaire de l'Institut pour l'égalité des femmes et des hommes par la secrétaire d’État à l’égalité et à la diversité, Sarah Schlitz. Elle devient la première femme voilée à occuper ce poste. Sa nomination suscite rapidement de nombreuses réactions,. Le 9 juillet, elle annonce sa démission.
Elle est remplacée le 13 juillet 2021 par Amélie Servotte, ancienne directrice du département "Personnes âgées" au CPAS de Schaerbeek.